# Oxyopes cornifrons
Oxyopes cornifrons är en spindelart som först beskrevs av Tord Tamerlan Teodor Thorell 1899.  Oxyopes cornifrons ingår i släktet Oxyopes och familjen lospindlar. Utöver nominatformen finns också underarten O. c. avakubensis.